# Illueca
Illueca település Spanyolországban,  Zaragoza tartományban. Illueca Brea de Aragón, Sestrica, Aniñón, Gotor, Tierga és Mesones de Isuela községekkel határos. Lakosainak száma 2727 fő (2024).

## Népesség
A település népessége az utóbbi években az alábbiak szerint változott:
| Lakosok száma | 3304 | 3396 | 3279 | 3381 | 3290 | 3159 | 3044 | 2924 | 2746 | 2727 |
|               | 2001 | 2004 | 2007 | 2009 | 2012 | 2014 | 2017 | 2019 | 2022 | 2024 |